# Edynburg
Edynburg (ang. Edinburgh, wym. ['ɛdɪnˌbərə]; gael. Dùn Éideann, wym. [tuːn ˈeːtʃən]) – stolica Szkocji (Wielka Brytania), położona w jej środkowo-wschodniej części, na południowym wybrzeżu zatoki Firth of Forth (Morze Północne), główny ośrodek jednostki administracyjnej (council area) Edynburg, historyczna stolica hrabstwa Edinburghshire. Siedziba Parlamentu Szkockiego (od 1999 roku). Siedziba Uniwersytetu Edynburskiego (1583), obecnie znajdują się tam cztery uniwersytety. Szacunkowa liczba mieszkańców Edynburga w 2020 roku wynosi 506 520, co czyni go siódmym co do wielkości miastem w Wielkiej Brytanii i drugim (po Glasgow) miastem Szkocji. W przeszłości nazywany „Starym Kopciuchem” (scots Auld Reekie). Miasto słynie z licznych dorocznych imprez i festiwali, z których najsłynniejszymi są Edinburgh International Festival, Fringe (festiwale teatralne) oraz Military Tattoo (występy orkiestr wojskowych), odbywające się w sierpniu.

## Historia
Pierwsze ślady ludzkiego osadnictwa w okolicach Edynburga datuje się na epokę brązu i żelaza. Miasto bierze swoje początki od twierdzy obronnej założonej na wzgórzu zamkowym przez Edwina, króla Nortumbrii. Wokół twierdzy zaczęła powstawać osada, a gdy jej mieszkańcom przydzielono ziemie na tereny uprawne, ukształtował się pierwotny układ przestrzenny miasta. Pierwszą twierdzę nazywano w języku brytyjskim Din Eidyn, co oznacza „Twierdzę Edwina”. Nazwę tę przekształcono w języku angielskim na Edwinesburch, a następnie na dzisiejszą Edinburgh.
W 1. połowie IX wieku Edynburg wraz z całą Nortumbrią został podbity przez duńskich wikingów i włączony do obszaru prawa duńskiego. Po pokonaniu Duńczyków przez Edwarda Starszego w 910 miasto zostało przejęte przez Szkotów. W 1020 król Malcolm II włączył Edynburg na stałe do terytorium królestwa Szkocji. W XII w. pod edynburskim zamkiem istniało małe miasto, a w jego pobliżu rozwijała się osada przy opactwie Holyrood. W XIII w. obie osady stały się własnością królewską. Jednocześnie Edynburg wraz z pogranicznym rejonem Borders stał się przedmiotem sporu pomiędzy Anglią a Szkocją. Spowodowało to długotrwałe walki pomiędzy obydwoma królestwami, w czasie których Anglicy często oblegali i zdobywali miasto. W ciągu następnych stuleci Szkoci zdobyli przewagę w potyczkach z wojskami angielskimi i w XV wieku król Szkocji Jakub IV zdecydował o przeniesieniu stolicy kraju ze Stirling do Holyrood, przez co Edynburg stał się faktycznie stolicą Szkocji.
W czasach szkockiej monarchii miasto rozwijało się pod względem gospodarczym i kulturalnym. W 1603 król Szkocji Jakub VI jako pierwszy z dynastii Stuartów koronował się na króla Anglii, łącząc Anglię i Szkocję unią personalną. W tym samym roku założył Szkocki Parlament, który wkrótce utworzył swoją siedzibę na głównej ulicy Edynburga Royal Mile. W dawnym budynku pierwszego szkockiego parlamentu znajduje się obecnie Sąd Najwyższy Szkocji. W 1639 próba narzucenia Szkocji wyznania anglikańskiego wywołała zamieszki w Edynburgu, które rozwinęły się w bunt całego kraju, prowadzący w konsekwencji do Angielskiej Wojny Domowej. Po rozbiciu wojsk szkockich przez Olivera Cromwella Edynburg został zajęty przez Anglików.
W 1745 wybuchło 2. powstanie jakobickie przeciwko rządom angielskim. Armia powstańcza zajęła Edynburg, jednak po kilku początkowych zwycięstwach została rozgromiona pod Culloden. Klęska powstania była początkiem angielskich represji wymierzonych w Szkotów. Na znak angielskiej dominacji postanowiono zbudować nową dzielnicę, przeznaczoną głównie dla bogatych angielskich mieszczan, którą nazwano New Town. Na północ od zamku utworzono symetryczny układ szerokich i wygodnych ulic, przy których wznoszono szeregi wytwornych kamienic mieszczących apartamenty, banki i urzędy. Nazwy ulic w nowej dzielnicy miały upamiętniać angielską rodzinę królewską – centralna ulica nosi nazwę George Street od imienia króla Jerzego III, a równolegle po jej bokach biegną ulice Queen Street i Princes Street, których nazwy upamiętniają żonę Jerzego, królową Charlottę, oraz ich synów.
Klęska walk o niezależność nie spowodowała jednak upadku Edynburga. Inwestycje w dzielnicy New Town, połączone z powstaniem nowych instytucji naukowych i kulturalnych przyciągnęły do miasta wielu uczonych i artystów. Tworzyli oni idee dające początek nowemu szkockiemu społeczeństwu. Odchodzili od przestarzałych form narodu podzielonego na rodowe klany, w jego miejsce tworząc współczesne społeczeństwo brytyjskie. Rozpoczął się czas rozkwitu miasta przypadający na okres Oświecenia, kiedy w Edynburgu mieszkali i tworzyli myśliciele jak Adam Smith i David Hume. Życie kulturalne przenosiło się do nowych dzielnic z przeludnionego Starego Miasta, gdzie ograniczona murami miejskimi przestrzeń nie pozwalała na wznoszenie nowych budynków. Zamiast tego dobudowywano tam kolejne piętra do istniejących domów. W rezultacie dziesięciopiętrowa kamienica nie była na edynburskiej starówce niczym dziwnym, a niektóre budynki sięgały trzynastu pięter. Stare Miasto uległo poważnemu zniszczeniu w pożarze w 1824, lecz mimo to wiele z tych „wieżowców” zachowało się do dzisiejszych czasów.
W XIX w. liczba ludności Edynburga wzrosła z 90 tys. w 1801 do 413 tys. w 1901. Tak gwałtowny wzrost populacji miasta spowodowany był m.in. przez imigrantów z Irlandii, uciekających przed tzw. zarazą ziemniaczaną. W tamtym czasie w Edynburgu, podobnie jak w innych brytyjskich miastach, nadszedł okres uprzemysłowienia. Większość nowych fabryk i zakładów produkcyjnych powstała jednak w sąsiadującym porcie Leith, poza terenem ówczesnego Edynburga. Największym ośrodkiem przemysłu w Szkocji stało się Glasgow, Edynburg natomiast pozostał jednym z najważniejszych brytyjskich centrów nauki i kultury.

## Dzielnice miasta
Na centrum Edynburga składa się Stare Miasto (Old Town) i Nowe Miasto (New Town) rozdzielone ogrodami Princes Street Gardens. Stare Miasto jest najstarszą dzielnicą, budowaną od wczesnego średniowiecza wzdłuż traktu łączącego edynburski Zamek z pałacem Holyrood. Nowe Miasto powstało w XVIII w. jako dzielnica bogatych rezydencji, urzędów i banków, i charakteryzuje się regularną zabudową i szerokimi, wygodnymi ulicami. Pomiędzy obiema dzielnicami rozciąga się teren parkowy Princes Street Gardens, powstały po osuszeniu znajdującego się tam niegdyś jeziora Nor Loch. Na południe od centrum znajduje się okolica uniwersytecka, na zachód od zamku niewielka dzielnica biurowa z budynkami banków i instytucji finansowych. W odleglejszych od centrum dzielnicach Edynburga przeważa zabudowa mieszkalna.

### Old Town

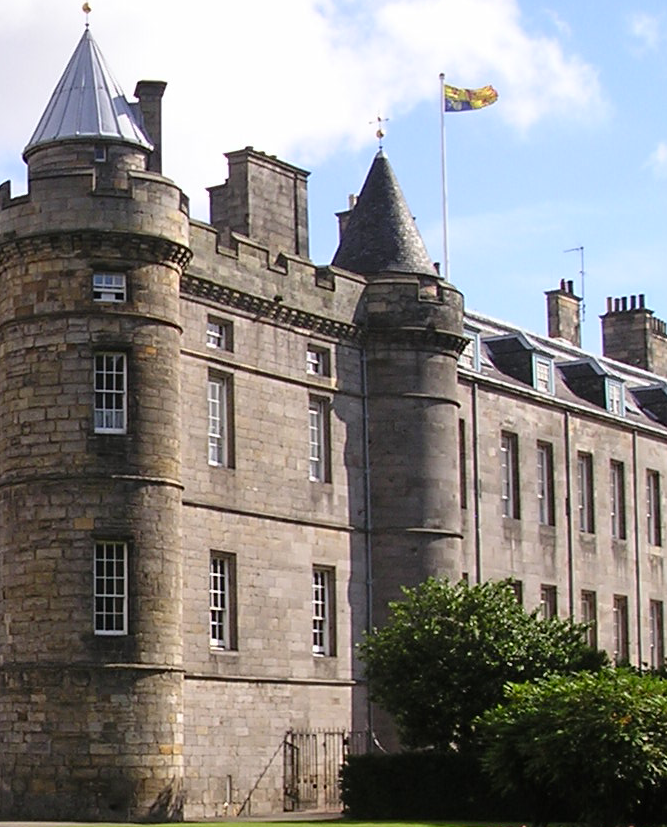
Pałac Holyrood

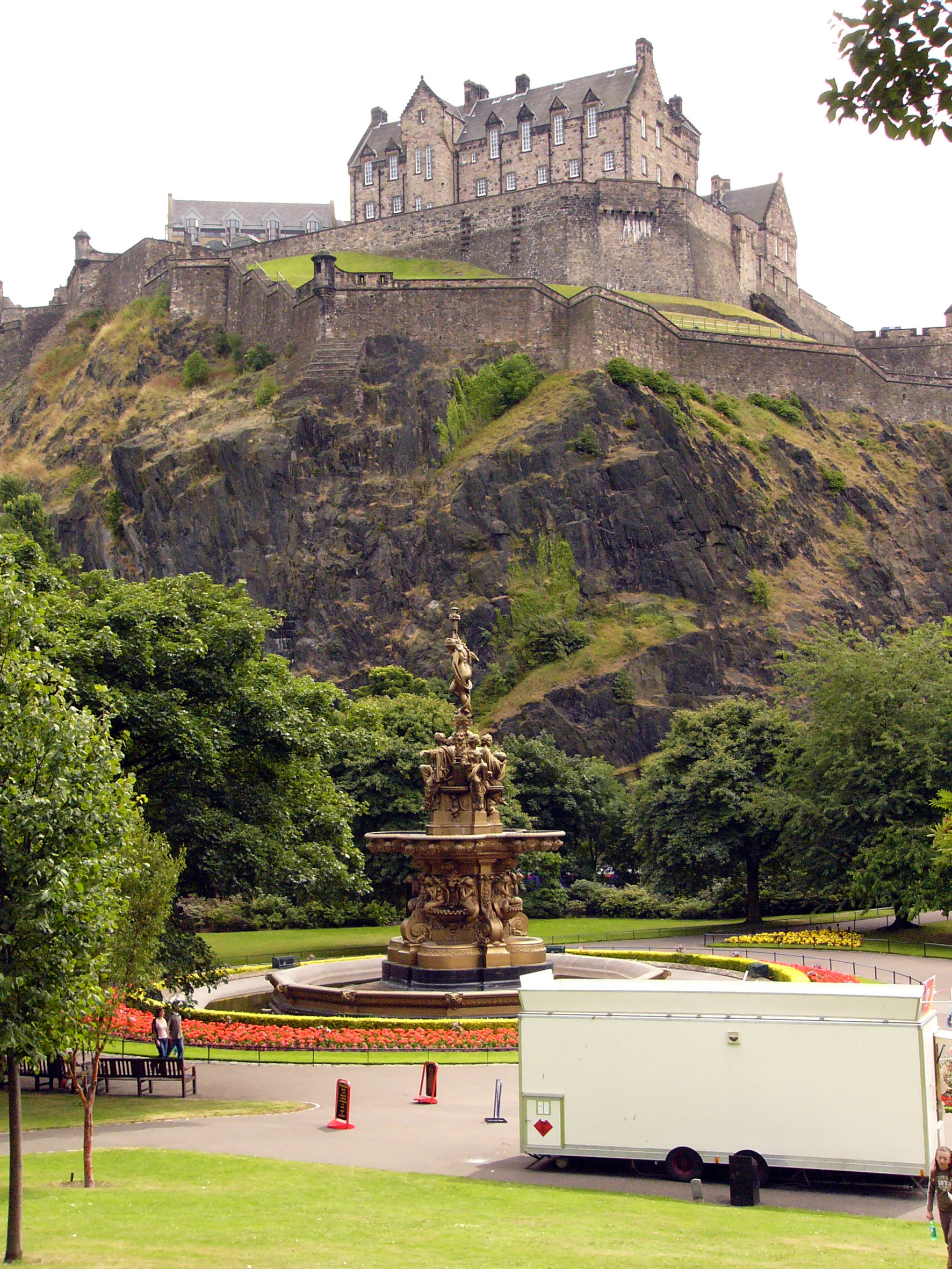
Zamek w Edynburgu

Old Town jest sercem średniowiecznego Edynburga, posiada większą część jego historycznych zabytków, w tym Zamek, Pałac Holyrood oraz Katedrę St Giles. Znajduje się tu również dom Johna Knoxa, który wprowadził protestantyzm w Szkocji, oraz pomnik Waltera Scotta – sławnego pisarza i poety szkockiego.
Royal Mile jest główną ulicą starówki, która łączy ze sobą dwie królewskie rezydencje Edynburga: Edinburgh Castle i Pałac Holyrood. Zawiera w sobie trzy najważniejsze ciągi ulic – Castlehill, Lawnmarket i High Street. „Królewska Mila” jest najchętniej odwiedzanym przez turystów miejscem Edynburga.
Na południu starówki ważnym punktem są także Cowgate i Grassmarket. Okolica ta jest pełna pubów, lokali rozrywkowych i antykwariatów.

### Princes Street Gardens
Park ten (a w zasadzie ogrody) znajduje się w dolinie pomiędzy Old Town a New Town. Od północy przylega do Princes Street. W czasie pomiędzy Świętami Bożego Narodzenia a Nowym Rokiem w ogrodach tych, tuż pod zamkiem, odbywają się turnieje łyżwiarskie.
W centrum Princes Street Gardens znajduje się sztuczne wzgórze The Mound. Jego nazwa oznacza „kopiec” i wywodzi się z czasów, gdy pomiędzy Starym i Nowym Miastem znajdowało się jezioro, a wzgórze usypano jako rodzaj grobli łączącej obie części centrum. Na wzgórzu tym swoje siedziby mają m.in. Royal Scottish Academy, National Gallery of Scotland oraz Bank of Scotland.

### New Town
Nowe miasto zbudowane zostało w XVIII w., aby poprawić fatalne warunki życia w Old Town, które w owych czasach pozbawione było kanalizacji, a wąskie i kręte uliczki przyczyniały się do wybuchów licznych pożarów. W New Town powstały szerokie i przestronne ulice, budowane w stylu georgiańskim, przy których znajdowały się liczne budynki rządowe i ekskluzywne mieszczańskie apartamenty. Szachownica równoległych do siebie ulic, jak i same budynki, biura i banki, są przykładem doskonałej, wręcz klasycznej i eleganckiej prostoty.
W centrum New Town znajduje się ulica George Street z wieloma szykownymi sklepami i restauracjami podnoszącymi prestiż okolicy. Biegnie ona równolegle pomiędzy Queen Street a Princes Street, szeroką i elegancką ulicą z dużymi budynkami na obydwu końcach. Na zachodnim jej krańcu znajduje się Charlotte Square, zaprojektowany w 1791 roku przez Roberta Adamsa, a także Kościół St George´s. St Andrews Square z Melville Monument i Royal Bank of Scotland leżą na przeciwległym końcu George Street. Princes Street ze względu na doskonały widok na zamek i bliskość parku stała się najbardziej popularną ulicą w Edynburgu. Najbardziej imponującym budynkiem jest Register House na północno-wschodnim jej końcu. Znajduje się tu także Waverley Market, tuż obok dworca kolejowego Waverley.

### Park Holyrood
Za Pałacem Holyrood park wznosi się do podnóża wygasłego wulkanu. Pierwotnie obszar ten był terenem polowań, dziś jest to popularne miejsce spacerowe o powierzchni 260 ha, na którym znajduje się między innymi słynny staw St. Mary’s. Na zachód od parku położony jest nowy gmach Szkockiego Parlamentu.

### Bruntsfield, Marchmont i Morningside
Na południowych przedmieściach znajdują się duże otwarte przestrzenie The Meadows i Bruntsfield. Stoi tu także średniowieczne Burgh Muir, które było miejscem kwarantanny dla ofiar średniowiecznej zarazy. Marchmont jest obszarem obleganym przez studentów.

### Leith
Okolica portowa Leith wydaje się być oddzielona od reszty miasta – mieszkańcy uważają swoją dzielnicę za osobne miasto. Jest to poniekąd zgodne z prawdą, gdyż jeszcze w XIX w. była to odrębna miejscowość. Przy nabrzeżu w Leith jest od 1997 zacumowany i udostępniony do zwiedzania Jacht Jej Królewskiej Mości Britannia. Leith było źródłem inspiracji dla pisarza Irvina Welsha.

### Dzielnice i ich oznaczenia pocztowe
| Kod pocztowy | Nazwa             | Skrót nazwy |
| ------------ | ----------------- | ----------- |
| EH1          | Old Town          | OT          |
| EH2          | New Town          | NT          |
| EH3          | Inverleith        | IN          |
| EH3          | The Meadows       | ME          |
| EH3          | Stockbridge       | ST          |
| EH4          | Blackhall         | BL          |
| EH4          | Cramond           | CR          |
| EH5          | Granton           | GR          |
| EH5          | Trinity           | TR          |
| EH6          | Leith             | LE          |
| EH7          | Lochend           | LO          |
| EH8          | Holyrood Park     | HP          |
| EH8          | Duddingston       | DU          |
| EH9          | Morningside       | MO          |
| EH10         | Braid Hills       | BH          |
| EH11         | Haymarket Station | HS          |
| EH12         | Sighthill         | SI          |
| EH12         | Corstorphine      | CT          |
| EH12         | Murrayfield       | MF          |
| EH13         | Colinton          | CO          |
| EH14         | Pentland Hills    | PH          |
| EH15         | Joppa             | Jo          |
| EH16         | Liberton          | LI          |
| EH16         | Craigmillar       | CM          |
| EH16         | Prestonfield      | PR          |
| EH17         | Gilmerton         |             |

## Geografia

### Klimat
Tak jak większa część Szkocji, Edynburg należy do umiarkowanej strefy klimatycznej o wybitnie morskim charakterze. Zimy są stosunkowo łagodne, mimo że miasto znajduje się na tej samej szerokości geograficznej, co Moskwa lub Labrador. Temperatury w dzień rzadko spadają poniżej 0 °C. Latem temperatury rzadko przekraczają +23 °C. Bliskość Morza Północnego i Oceanu Atlantyckiego łagodzi duże wahania temperatur w skali roku.
Położenie Edynburga pomiędzy wybrzeżem a górami decyduje o wietrznej pogodzie w mieście. Wiatry przeważnie wieją z południowego zachodu, jest to związane z kierunkiem Prądu Zatokowego, który decyduje o klimacie prawie całej Szkocji. Również duża ilość opadów w Edynburgu związana jest z tym prądem, choć można dostrzec, że jest ich mniej niż w bardziej wysuniętym na zachód Glasgow. Edynburg ma niższe roczne opady niż większa część Wielkiej Brytanii i ponad 100 mm mniej niż Dublin. Wiatry ze wschodniego kierunku są zwykle bardziej suche i zimniejsze. Miesięczna ilość opadów jest dość podobna w całym roku.

## Transport
System komunikacji miejskiej w tym prawie 480-tysięcznym mieście opiera się prawie wyłącznie na połączeniach autobusowych. Sieć połączeń jest bardzo gęsta, a przystanki często zlokalizowane bardzo blisko siebie. Najpopularniejszym przewoźnikiem jest przedsiębiorstwo Lothian Buses, które obejmuje swym zasięgiem miasto i przyległe jednostki administracyjne: Mid- i East Lothian. Tabor składa się w około 70% z pojazdów niskopodłogowych. Ich średni wiek to 5,3 roku. W 2014 roku (koniec maja) uruchomiono 13 km linię tramwajową łączącą śródmieście (York Place) z lotniskiem.

## Kultura

### Niektórzy pisarze pochodzący z Edynburga
- Walter Scott (1771–1832)
- Robert Louis Stevenson (1850–1894)
- Arthur Conan Doyle (1859–1930)
- Irvine Welsh (1958)
- Ian Rankin (1960)
- Joanne Rowling (1965) – autorka książek z serii Harry Potter. Nie pochodzi bezpośrednio z Edynburga, lecz z tym miastem bezpośrednio wiąże się jej twórczość.

### Festiwale
Robocza nazwa Edinburgh Festival to nagromadzenie różnego rodzaju widowisk, festiwali i festynów w sierpniu i we wrześniu każdego roku w stolicy Szkocji Edynburgu. Tylko podczas trzech tygodni festiwali do miasta przybywa ok. 2 mln gości.
Poniższa lista zawiera najważniejsze festiwale w Edynburgu:
- Edinburgh International Festival,
- Fringe Festival,
- Edinburgh International Film Festival,
- Edinburgh International Book Festival,
- Edinburgh Art Festival,
- Edinburgh Jazz & Blues Festival,
- Edinburgh Military Tattoo,
- Edinburgh International Science Festival,
- Edinburgh Fashion Festival,
- The Festival of Spirituality and Peace,
- New Europe Film Festival,
- Ceilidh Culture,
- Imaginate (Children’s International Theatre Festival),
- Leith Festival,
- Edinburgh Mela,
- Scottish Storytelling Festival,
- Africa in Motion (Edinburgh African Film Festival),
- Polish Film Festival,
- Edinburgh’s Hogmanay.

### Zoo
To jeden z największych parków zoologicznych w Szkocji. W zbiorach ogrodu znajdują się między innymi szympansy, lwy azjatyckie, lemury katta, koale i nosorożce pancerne. Od roku 2011 w zoo można zobaczyć pandy wielkie. Drugą atrakcją zoo są pingwiny cesarskie. W tym ogrodzie po raz pierwszy w historii zanotowano złożenie jaja przez te ptaki.

## Nauka
W Edynburgu działają cztery uniwersytety: Edynburski (od 1582), Uniwersytet Heriot-Watt (od 1966), Edinburgh Napier University (od 1992) i Queen Margaret University (od 2007). Stąd pochodził Alexander Graham Bell, wynalazca telefonu. W znajdującym się nieopodal Roslin dokonano sklonowania owcy Dolly.

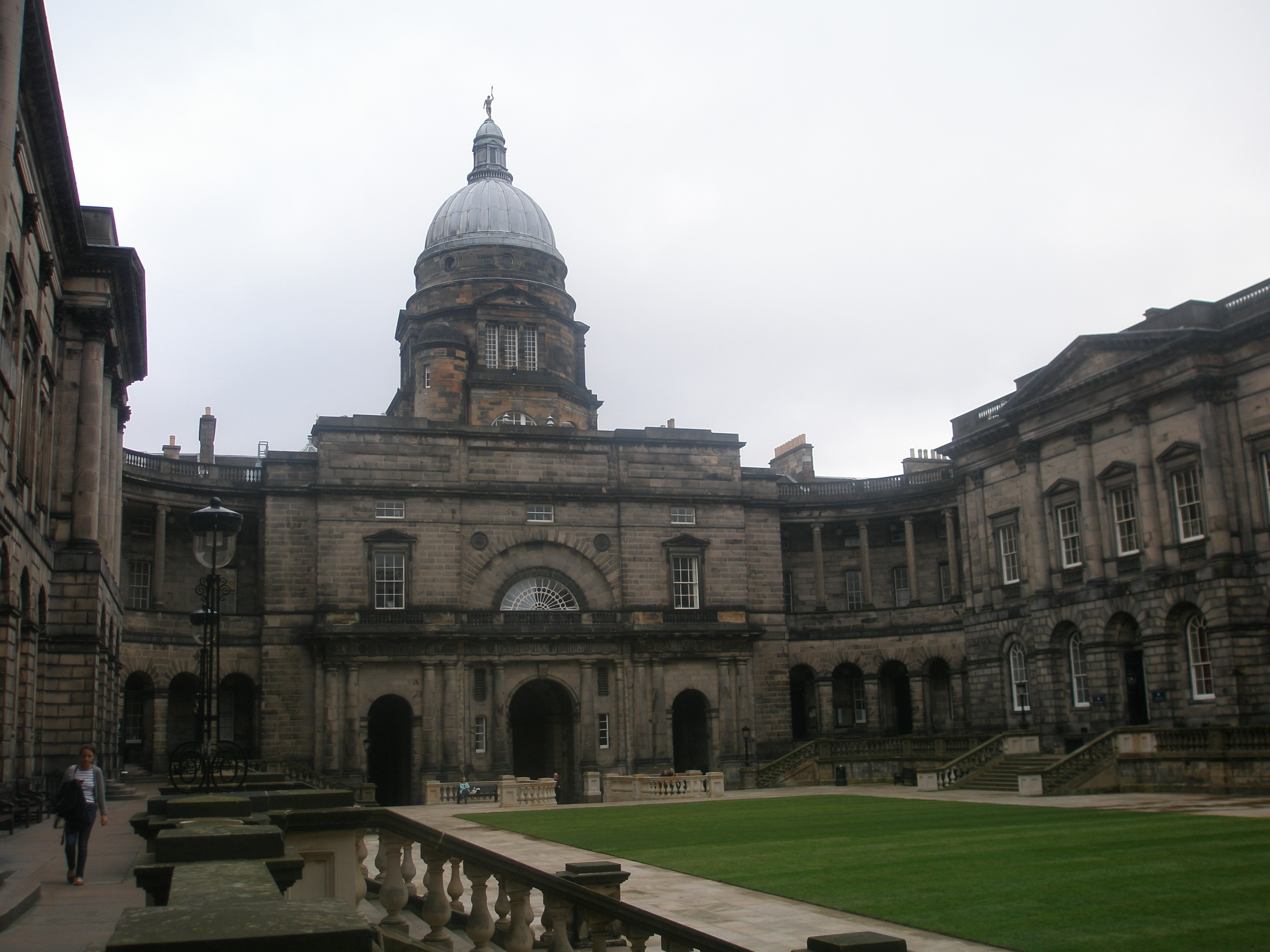
Dziedziniec Old College Uniwersytetu w Edynburgu
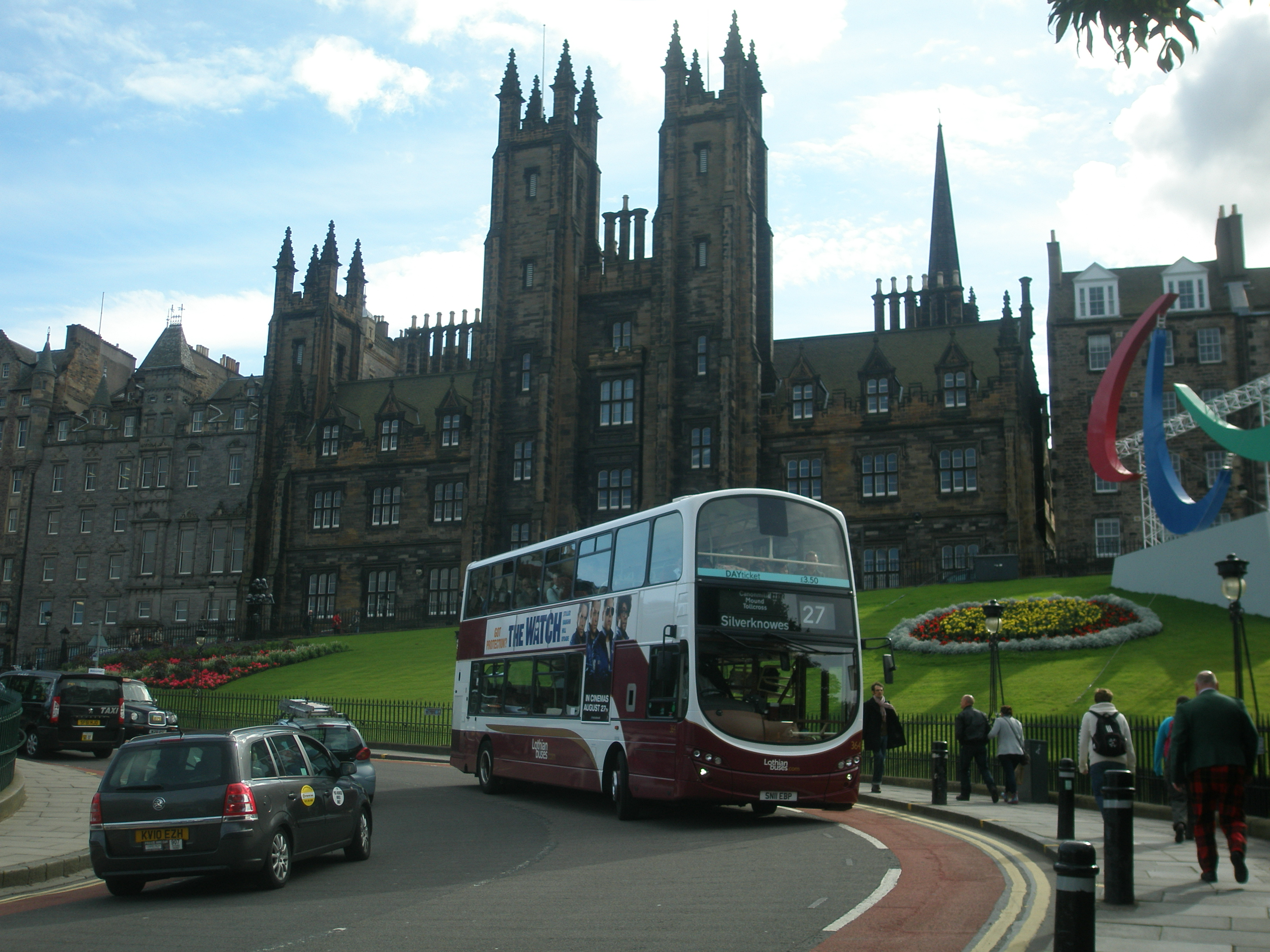
New College Uniwersytetu w Edynburgu
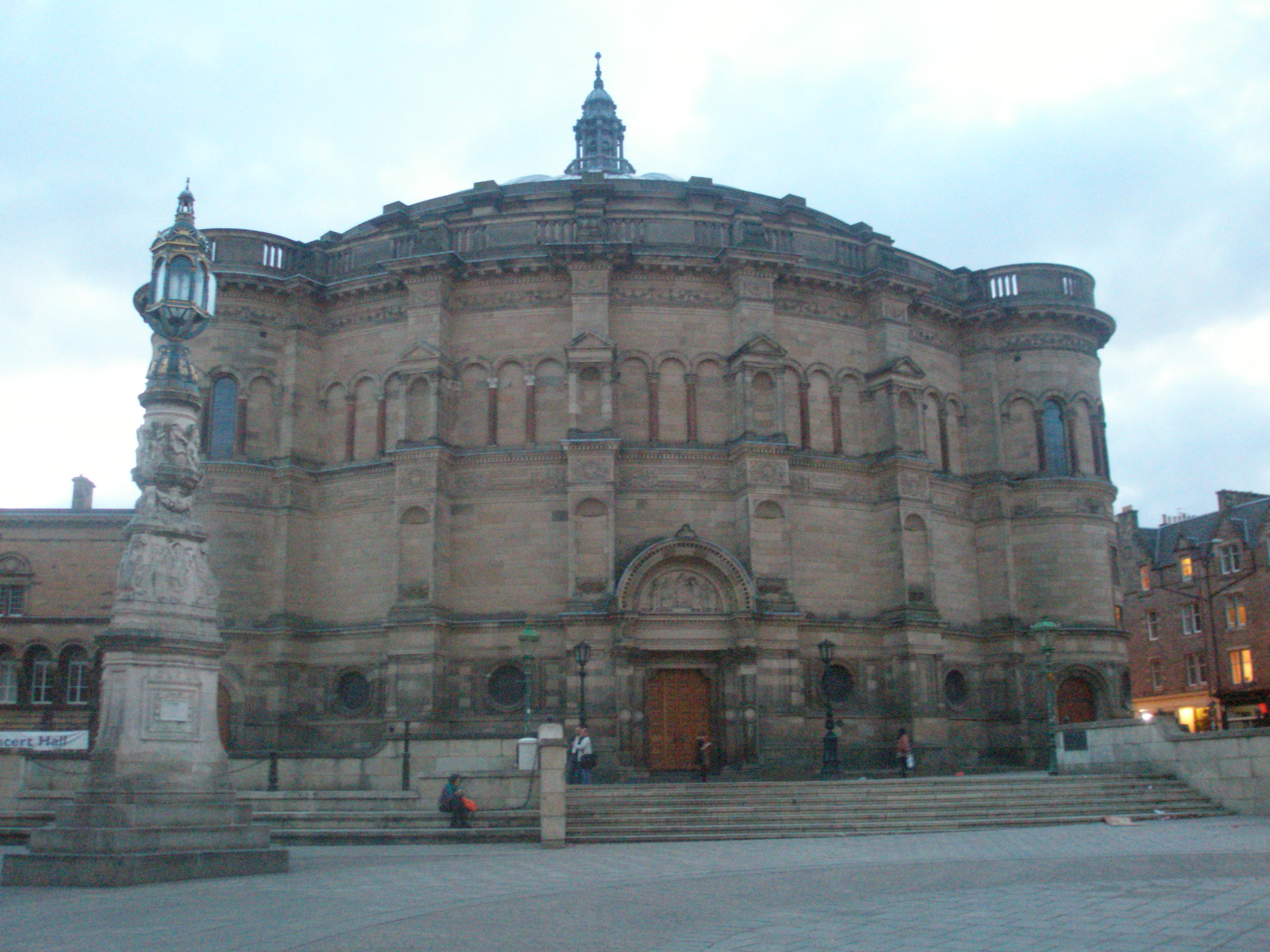
Audytorium McEwan, Uniwersytet w Edynburgu

## Polonia
Według spisu powszechnego z 2011 roku w Edynburgu zamieszkiwało 12 730 Polaków, co stanowiło 2,8% całkowitej liczby ludności miasta.
Dzielnicą o największym zagęszczeniu Polonii (szczególnie przybyłej do Szkocji po wstąpieniu Polski do UE w 2004) jest Leith. Od końca 2008 Polaków w Edynburgu ubywa, a pozostający często wybierają inne niż Leith miejsce zamieszkania. Wciąż jednak działa wiele polskich sklepów oraz biura udzielające pomocy prawnej. Edynburska Polonia coraz bardziej wtapia się w wielonarodowe miasto, stając się ważnym elementem lokalnej społeczności.

## Sport
- Heart of Midlothian F.C.
- Hibernian F.C.
- Derby Edynburga w piłce nożnej
- Murrayfield Stadium
- Edinburgh Rugby

## Urodzeni w Edynburgu
- Alexander Nasmyth – portrecista i malarz
- Stephen Hendry – snookerzysta
- Sean Connery – aktor
- Tony Blair – były premier Wielkiej Brytanii

## Galeria

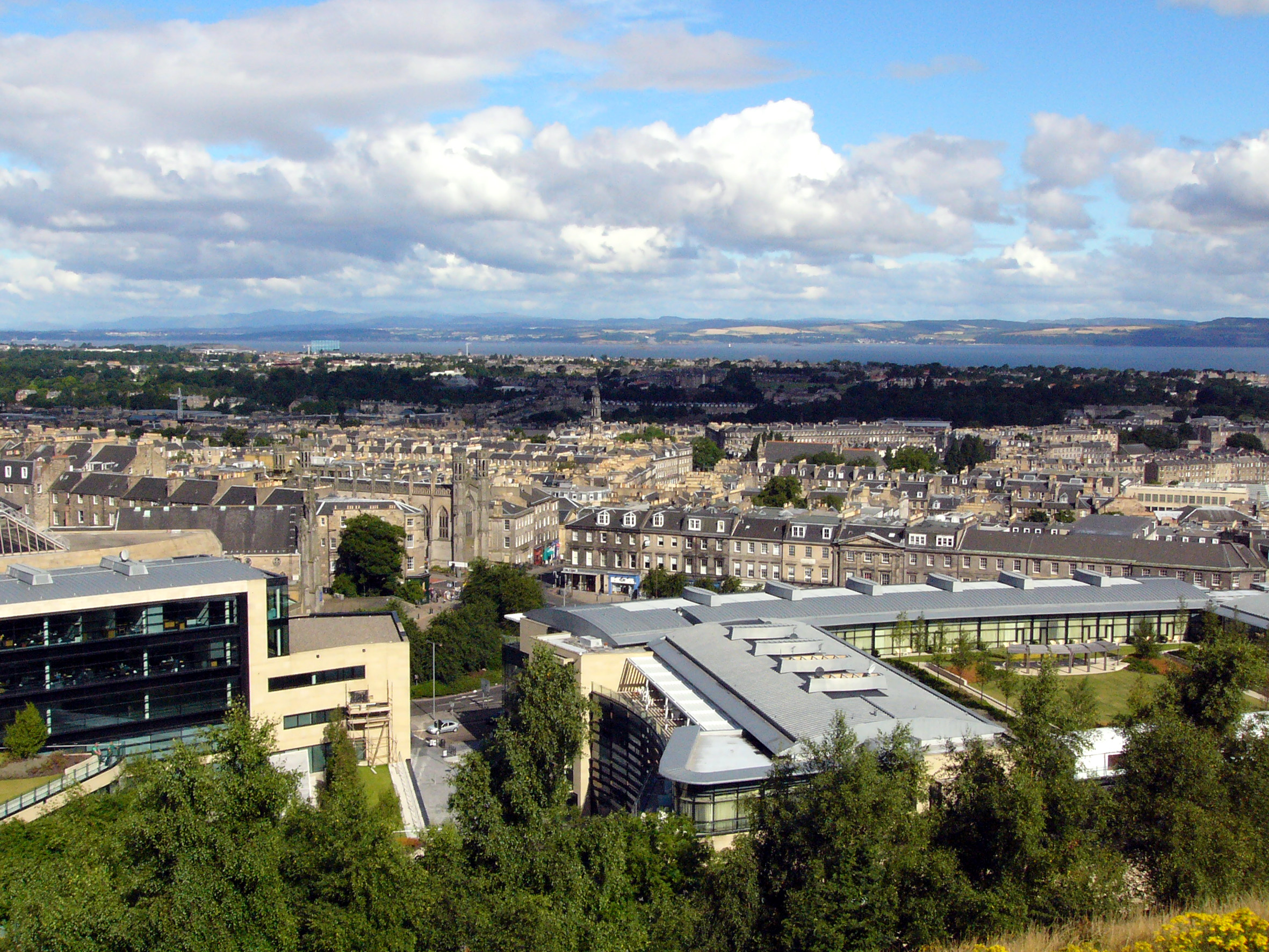
Panorama Edynburga
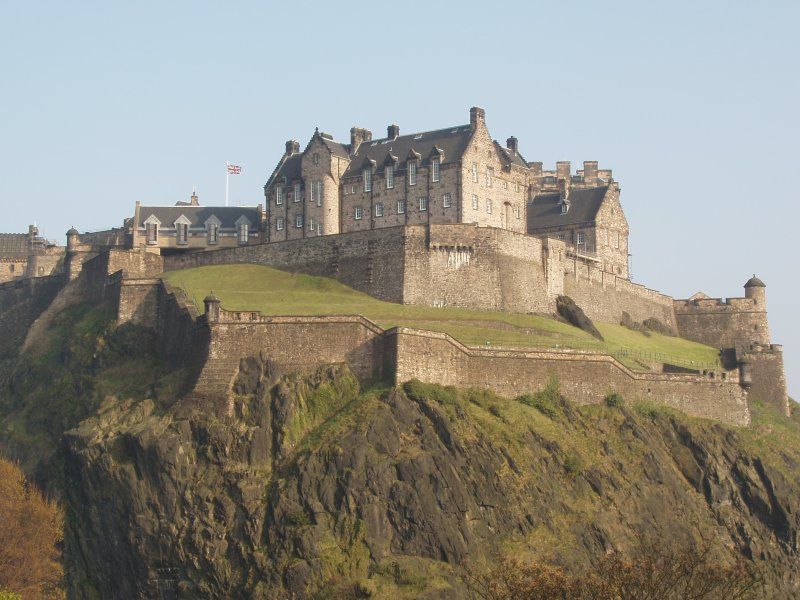
Zamek w Edynburgu
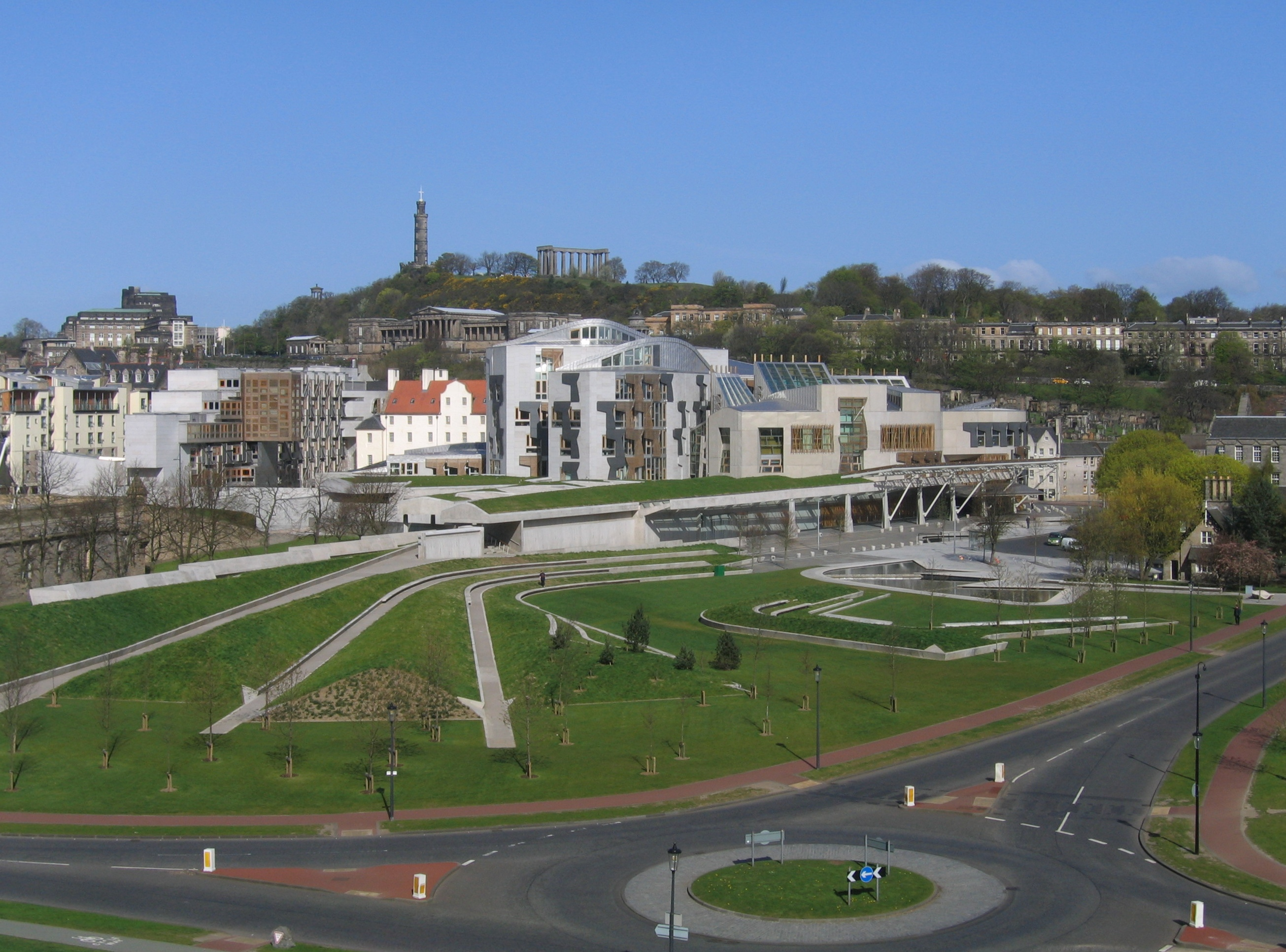
Szkocki parlament
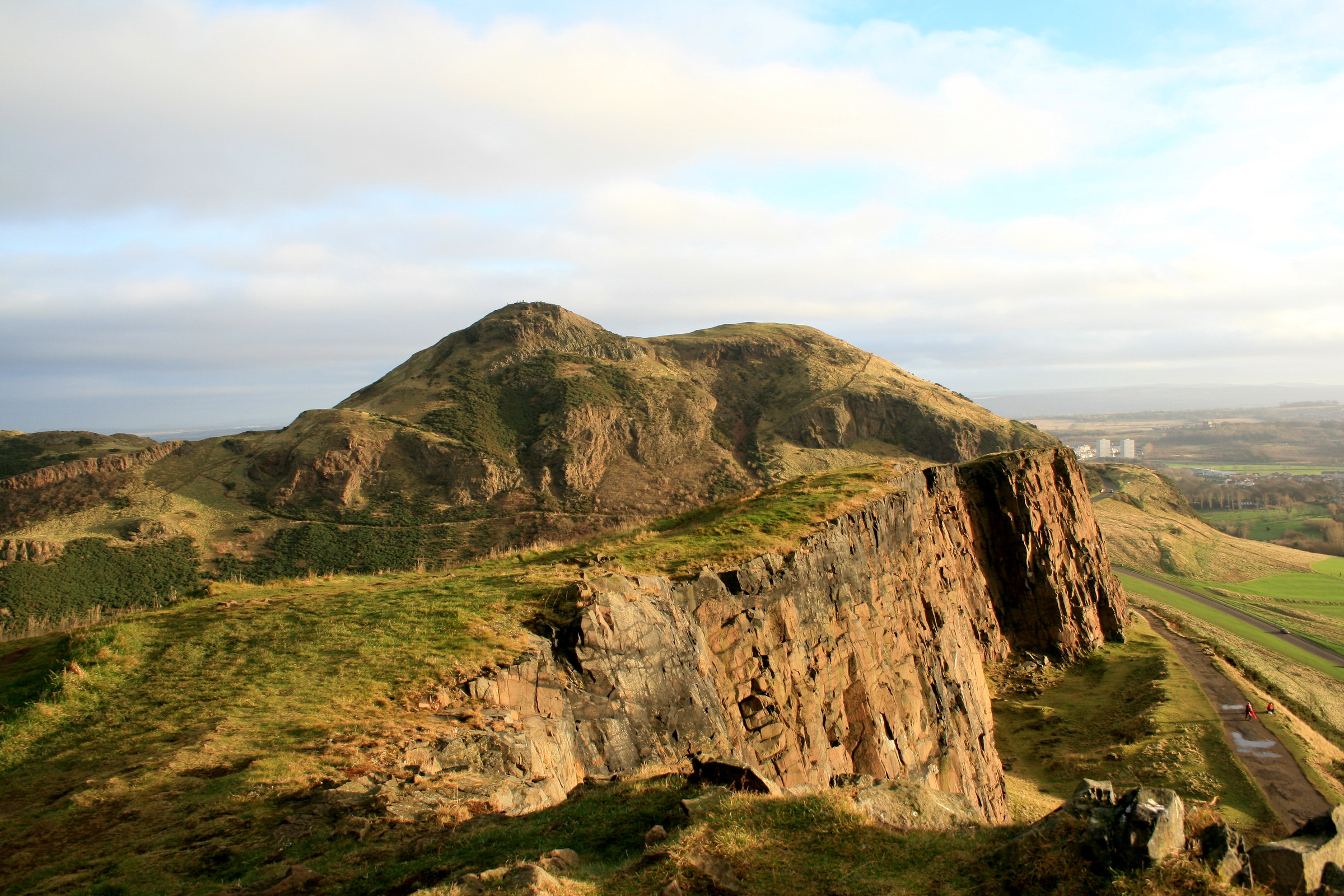
Wzgórze Arthur’s Seat

## Miasta partnerskie
(na podstawie źródeł)
- Aalborg, Dania
- Dunedin, Nowa Zelandia
- Florencja, Włochy
- Kijów, Ukraina
- Kraków, Polska
- Monachium, Niemcy
- Nicea, Francja
- San Diego, Stany Zjednoczone
- Shenzhen, Chiny
- Vancouver, Kanada
- Wilno, Litwa
- Xi’an, Chiny